# نورث براونينج (مونتانا)
نورث براونينج (بالإنجليزية: North Browning CDP, Montana)‏ هي منطقة سكنية تقع بولاية مونتانا في الولايات المتحدة. تبلغ مساحتها 9.91 كم2، وترتفع عن سطح البحر 1331 م، بلغ عدد سكانها 2,408 نسمة في عام 2010 حسب إحصاء مكتب تعداد الولايات المتحدة وتصل الكثافة السكانية فيها 243 نسمة لكل كيلومتر مربع (629.4/ميل2).

## التركيبة السكانية
حدّد مكتب تعداد الولايات المتحدة بيانات التركيبة السكانية لنورث براونينج في تعداد الولايات المتحدة. في ما يلي، التركيبة السكانية حسب تعدادي 2000 و2010.

### تعداد عام 2000
بلغ عدد سكان نورث براونينج 2,200 نسمة بحسب تعداد عام 2000، وبلغ عدد الأسر 600 أسرة وعدد العائلات 495 عائلة مقيمة في المنطقة السكنية. في حين سجلت الكثافة السكانية 222 نسمة لكل كيلومتر مربع (575.0/ميل2). وبلغ عدد الوحدات السكنية 645 وحدة بمتوسط كثافة قدره 65.1 لكل كيلومتر مربع (168.6/ميل2).
وتوزع التركيب العرقي للمنطقة السكنية بنسبة 4.64% من البيض و0.05% من الأمريكيين الأفارقة و93.73% من الأمريكيين الأصليين و0.05% من الأمريكيين ذوي الأصول الآسيوية و0.14% من سكان جزر المحيط الهادئ و1.41% من عرقين مختلطين أو أكثر و1.23% من الهسبانيون أو اللاتينيون من أي عرق.
بلغ عدد الأسر 600 أسرة كانت نسبة 65% منها لديها أطفال تحت سن الثامنة عشر تعيش معهم، وبلغت نسبة الأزواج القاطنين مع بعضهم البعض 46.3% من أصل المجموع الكلي للأسر، ونسبة 29.5% من الأسر كان لديها معيلات من الإناث دون وجود شريك،  بينما كانت نسبة 6.7% من الأسر لديها معيلون من الذكور دون وجود شريكة وكانت نسبة 17.5% من غير العائلات. تألفت نسبة 16.2% من أصل جميع الأسر من عدة أفراد يعيشون في نفس المنزل ونسبة 3% كانت تتألف من شخص يعيش بمفرده يبلغ من العمر 65 عاماً أو أكثر. وبلغ متوسط حجم الأسرة المعيشية 3.53، أما متوسط حجم العائلات فبلغ 3.98.
بلغ العمر الوسطي للسكان 25.1 عاماً. وكانت نسبة 38.6% من القاطنين تحت سن الثامنة عشر، وكانت نسبة 10.7% بين الثامنة عشر والرابعة والعشرين عاماً، ونسبة 27.6% كانت واقعةً في الفئة العمرية ما بين الخامسة والعشرين والرابعة والأربعين عاماً، ونسبة 15.4% كانت ما بين الخامسة والأربعين والرابعة والستين، ونسبة 4% كانت ضمن فئة الخامسة والستين عاماً فما فوق. يوجد لكل 100 أنثى 94.9 ذكر، ويوجد لكل 100 أنثى في الثامنة عشر من عمرها فما فوق 87.9 ذكر.
بلغ متوسط دخل الأسرة في المنطقة السكنية 24,399 دولارًا، أما متوسط دخل العائلة فبلغ 26,071 دولارًا. وكان متوسط دخل الذكور 21,094 دولارًا مقابل 25,644 دولارًا للإناث. وسجل دخل الفرد الخاص بالمنطقة السكنية 8,572 دولارًا. وكانت نسبة 27.6% من العائلات ونسبة 35.7% من السكان تحت خط الفقر، وكان من هؤلاء نسبة 41.4% تحت سن الثامنة عشر ونسبة 41.8% في الخامسة والستين من العمر وما فوق.

### تعداد عام 2010
بلغ عدد سكان نورث براونينج 2,408 نسمة بحسب تعداد عام 2010، وبلغ عدد الأسر 667 أسرة وعدد العائلات 511 عائلة مقيمة في المنطقة السكنية. في حين سجلت الكثافة السكانية 243 نسمة لكل كيلومتر مربع (629.4/ميل2). وبلغ عدد الوحدات السكنية 730 وحدة بمتوسط كثافة قدره 73.7 لكل كيلومتر مربع (190.9/ميل2).
وتوزع التركيب العرقي للمنطقة السكنية بنسبة 2.91% من البيض و0.12% من الأمريكيين الأفارقة و95.72% من الأمريكيين الأصليين و0.04% من الأعراق الأخرى و1.20% من عرقين مختلطين أو أكثر و1.50% من الهسبانيون أو اللاتينيون من أي عرق.
بلغ عدد الأسر 667 أسرة كانت نسبة 58.2% منها لديها أطفال تحت سن الثامنة عشر تعيش معهم، وبلغت نسبة الأزواج القاطنين مع بعضهم البعض 34.6% من أصل المجموع الكلي للأسر، ونسبة 32.1% من الأسر كان لديها معيلات من الإناث دون وجود شريك،  بينما كانت نسبة 9.9% من الأسر لديها معيلون من الذكور دون وجود شريكة وكانت نسبة 23.4% من غير العائلات. تألفت نسبة 20.5% من أصل جميع الأسر من عدة أفراد يعيشون في نفس المنزل ونسبة 8.4% كانت تتألف من شخص يعيش بمفرده يبلغ من العمر 65 عاماً أو أكثر. وبلغ متوسط حجم الأسرة المعيشية 3.47، أما متوسط حجم العائلات فبلغ 3.98.
بلغ العمر الوسطي للسكان 26.0 عاماً. وكانت نسبة 36.3% من القاطنين تحت سن الثامنة عشر، وكانت نسبة 12.8% بين الثامنة عشر والرابعة والعشرين عاماً، ونسبة 23.5% كانت واقعةً في الفئة العمرية ما بين الخامسة والعشرين والرابعة والأربعين عاماً، ونسبة 20.1% كانت ما بين الخامسة والأربعين والرابعة والستين، ونسبة 7.4% كانت ضمن فئة الخامسة والستين عاماً فما فوق. وتوزع التركيب الجنسي للسكان بنسبة 47.1% ذكور و52.9% إناث.